# Enrique Alcántar Enríquez
Enrique Alcántar Enríquez (San Pedro Lagunillas, Nayarit, 12 de julio de 1928) es un empresario y político mexicano, que fue integrante del antiguo Partido Demócrata Mexicano (PDM). Fue diputado federal de 1982 a 1985.

## Biografía
Realizó estudios básicos y luego superiores de Administración de empresas pero sin haberlos concluido ni recibido título; realizó estudios de idioma inglés y en el YMCA Community College de Chicago, Estados Unidos. Fundador y propietario de la agencia de viajes Raymundo; fundador y presiente de la Unión de Empresarios de 1946 a 1950, y vicepresidente de Cámara de Comercio de Tepic.
Inicialmente miembro del Partido Acción Nacional (PAN), fue integrante de su grupo juvenil de 1964 a 1970; a partir de 1972 se unió a la fundación de lo que sería el Partido Democráta Mexicano, formalmente fundado en 1975 y que obtuvo registro legal en 1978. En las elecciones estales de ese año fue candidato del PDM a diputado al Congreso del Estado de Nayarit por el Distrito 1, y en las elecciones de 1981 fue candidato a gobernador de Nayarit, proceso electoral en el que triunfo el candidato del PRI Emilio M. González.
En 1982 fue elegido diputado federal por el principio de representación proporcional, a la LII Legislatura que tuvo término en 1985; se retiró de la política activa al perder registro su partido en 1987. En 2002 reapareció para dar su apoyo al candidato del PRI a presidente municipal de Tepic, Ney González Sánchez y luego como integrante de la Unión Nacional Sinarquista en Nayarit.